# The Anthropocene Extinction
Albums de Cattle Decapitation
Monolith of Inhumanity
(2012) Death Atlas
(2019)
The Anthropocene Extinction est le septième album studio du groupe de deathgrind américain Cattle Decapitation sorti le 7 août 2015.

## Liste des titres
| No  | Titre                           | Durée |
| --- | ------------------------------- | ----- |
| 1.  | Manufactured Extinct            | 4:41  |
| 2.  | The Prophets of Loss            | 4:07  |
| 3.  | Plagueborne                     | 4:58  |
| 4.  | Clandestine Ways (Krokodil Rot) | 4:34  |
| 5.  | Circo Inhumanitas               | 4:03  |
| 6.  | The Burden of Seven Billion     | 1:23  |
| 7.  | Mammals in Babylon              | 4:09  |
| 8.  | Mutual Assured Destruction      | 2:42  |
| 9.  | Not Suitable for Life           | 3:16  |
| 10. | Apex Blasphemy                  | 3:45  |
| 11. | Ave Exitium                     | 3:06  |
| 12. | Pacific Grim                    | 5:25  |

| 13. | Cannibalistic Invasivorism | 4:00 |
| 14. | No Light and No Life       | 3:24 |

### Contenu du DVD de l'édition limitée
| No  | Titre                                               | Durée |
| --- | --------------------------------------------------- | ----- |
| 1.  | Forced Gender Reassignment (live au Party.San 2012) | 3:46  |
| 2.  | Your Disposal (live au Party.San 2012)              | 4:22  |
| 3.  | Lifestalker (live au Party.San 2012)                | 4:14  |
| 4.  | Projectile Ovulation (live au Party.San 2012)       | 3:40  |
| 5.  | Kingdom of Tyrants (live au Party.San 2012)         | 4:33  |
| 6.  | Your Disposal (clip vidéo)                          | 4:36  |
| 7.  | Kingdom of Tyrants (clip vidéo, version longue)     | 9:00  |
| 8.  | Regret and the Grave (clip vidéo)                   | 4:36  |
| 9.  | A Body Farm (clip vidéo)                            | 5:33  |
| 10. | Reduced to Paste (clip vidéo)                       | 4:13  |
| 11. | To Serve Man (clip vidéo)                           | 3:10  |
| 12. | Making of The Anthropocene Extinction               | 15:50 |

## Composition du groupe
- Travis Ryan - Chant, composition, conception et batterie et claviers sur Ave Exitium.
- Josh Elmore - Guitare.
- Dave McGraw - Batterie.
- Derek Engemann - Basse, gang shouts sur The Prophets of Loss et chant et claviers sur The Burden of Seven Billion.

## Musiciens additionnels
- Phil Anselmo - Chant sur The Prophets of Loss.
- Tristan Shone (Author & Punisher) - Intro de Plagueborne.
- Jürgen Bartsch (Bethlehem) - Spoken word en allemand sur Pacific Grim.

## Membres additionnels
- Dave Otero - Production, mastering et mixage audio.
- Shane Howard - Ingénieur du son.
- Wes Benscoter - Artwork.
- Brian J Ames - Mise en page.
- Sam Lanthrem - Photos.
- Denise Ryan - Photos.
- Zach Cordner - Photos[11].